# Tambi Larsen
Tambi Larsen (født Johannes Larsen; 11. september 1914, død 24. marts 2001) var en dansk scenograf. Hans far var kristen missionær fra Danmark i Indien. Han blev født i Bangalore i Indien, men emigrerede til USA i en alder 20 og blev amerikansk statsborger i 1943. Han vandt en Oscar for bedste scenografi i 1956 for sit arbejde i filmen Den tatoverede rose.Gift fra 1941 med Barbara Dole, en datter af James Dole, "Ananaskongen" (engelsk, Pineapple King) fra Hawaii, som i 1901 grundlagde Hawaiian Pineapple Company (HAPCO), en af forløberne til Dole Food Company, i dag Dole plc. James Dole var beslægtet med Sanford B. Dole, den første guvernør for territoriet Hawaii, efter USAs overtagelse af øerne 30. april 1900. 